# 卡希拉
卡希拉（俄语：Каши́ра）是俄羅斯莫斯科州南部的一個城市。位於莫斯科以南115公里的奧卡河畔。2002年人口40,898人。
1356年首見於文獻，時稱 。1592和1596年被克里米亞韃靼人攻擊後，1619年遷址至上游5公里的右岸。1777年建市。
這裡是被流放的喀山汗國的汗的居住地。城徽上的Zilant是喀山的象徵。